# Олдридж, Алберт
А́лберт Джеймс О́лдридж (англ. Albert James Aldridge; 4 августа 1863 — 22 июня 1891) — английский футболист, защитник. Выступал за футбольные клубы «Уолсолл (Таун) Свифтс», «Вест Бромвич Альбион» и «Астон Вилла», а также за национальную сборную Англии.

## Клубная карьера
Родился в Уолсолле в семье изготовителя пряжек для ремней. Начал футбольную карьеру в клубе «Уолсолл Свифтс», где провёл шесть сезонов (пять в молодёжной команде и один в основном составе). В составе команды провёл девять матчей в Кубке Англии и забил один гол (в матче третьего раунда Кубка Англии 10 января 1885 года против «Митчелл Сент-Джорджес».
В марте 1886 года Олдридж перешёл в «Вест Бромвич Альбион». В сезоне 1886/87 помог команде дойти до финала Кубка Англии, где она проиграла клубу «Астон Вилла». В следующем сезоне помог «дроздам» вновь выйти в финал Кубка Англии, и на этот раз его команда одержала победу, обыграв «Престон Норт Энд».
Летом 1888 года перешёл в «Уолсолл Таун Свифтс», образованный после слияния клубов «Уолсолл Таун» и «Уолсолл Свифтс». В сезоне 1888/89 провёл за команду 13 матчей в Ассоциации Мидленда.
В августе 1889 года перешёл в бирмингемский клуб «Астон Вилла». Дебютировал за клуб 7 сентября 1889 года в матче против «Бернли». Сыграл за «Виллу» 17 матчей в Футбольной лиге. Свою последнюю игру за бирмингемский клуб провёл 28 декабря 1889 года (против «Дерби Каунти»). В дальнейшем не играл из-за неуточнённых «проблем со здоровьем». Официально числился игроком «Виллы» до апреля 1891 года, за несколько месяцев до его смерти.

## Карьера в сборной
7 апреля 1888 года дебютировал за национальную сборную Англии, сыграв на позиции правого защитника в матче против сборной Ирландии на стадионе «Баллинафей Парк» в Белфасте; англичане одержали в том матче победу со счётом 5:1. В том сезоне Англия единолично завоевала титул победителя Домашнего чемпионата Великобритании.
2 марта 1889 года провёл свой второй (и последний) матч за сборную Англии, выйдя на позиции левого защитника в игре против сборной Ирландии на стадионе «Энфилд» в Ливерпуле, в которой англичане одержали победу со счётом 6:1

## Смерть
Умер 22 июня 1891 года в своём доме в Уолсолле из-за «плохого здоровья» (точных сведений о заболевании нет). Ему было 27 лет.

## Достижения
«Вест Бромвич Альбион»
- Обладатель Кубка Англии: 1888
- Финалист Кубка Англии: 1887

Сборная Англии
- Победитель Домашнего чемпионата Великобритании: 1888